# Port of Miami
Port of Miami es el álbum debut del rapero Rick Ross, el cual incluye los sencillos "Hustlin'" y "Push It". Se lanzó en el 2006 y llegó a la primera posición en la lista de los Estados Unidos, Billboard 200. Y ha vendido más de 722,000 hasta la fecha.

## Canciones
| #   | Título                                             | Productor          | Duración |
| --- | -------------------------------------------------- | ------------------ | -------- |
| 1.  | "Intro"                                            | Rick Ross          | 0:24     |
| 2.  | "Push It"                                          | J. R. Rotem        | 3:28     |
| 3.  | "Blow" (Featuring Dre)                             | Cool & Dre         | 4:10     |
| 4.  | "Hustlin'"                                         | The Runners        | 4:14     |
| 5.  | "Cross That Line" (Featuring Akon)                 | Akon & C. Fournier | 4:33     |
| 6.  | "I'm Bad"                                          | K. Luck            | 3:53     |
| 7.  | "Boss" (Featuring Dre)                             | Cool & Dre         | 4:40     |
| 8.  | "For Da Low"                                       | Jazze Pha          | 4:21     |
| 9.  | "Where My Money (I Need That)"                     | The Runners        | 4:31     |
| 10. | "Get Away" (Featuring Mario Winans)                | Mario Winans       | 4:06     |
| 11. | "Hit U From The Back" (Featuring Rodney)           | The Runners        | 5:05     |
| 12. | "White House"                                      | DJ Toomp           | 4:01     |
| 13. | "Pots And Pans" (Featuring J Rock)                 | J Rock             | 4:35     |
| 14. | "It's My Time" (Featuring Lyfe Jennings)           | The Runners        | 4:15     |
| 15. | "Street Life" (Featuring Lloyd)                    | Big Reese          | 4:07     |
| 16. | "Hustlin' (Remix)" (Featuring Jay-Z & Young Jeezy) | The Runners        | 4:44     |
| 17. | "It Ain't A Problem" (Featuring Carol City Cartel) | J. Venom           | 3:47     |
| 18. | "I'm A G" (Featuring Lil' Wayne & Brisco)          | DJ Khaled          | 4:15     |
| 19. | "Prayer"                                           | J Rock             | 4:08     |

## Posiciones
| Lista                                 | Posición |
| ------------------------------------- | -------- |
| U.S. Billboard 200                    | 1        |
| U.S. Billboard Top R&B/Hip-Hop Albums | 1        |